# Caccavella Saxum
Il Caccavella Saxum è una struttura geologica della superficie di 65803 I Dimorphos.